# Alexander Khatuntsev
Alexander Khatuntsev (em russo:  Александр Васильевич Хатунцев; nascido em 11 de fevereiro de 1985) é um ciclista profissional russo que participou nos Jogos Olímpicos de Verão de 2004 em Atenas, terminando em nono lugar na perseguição por equipes de 4 km.